# Turbine hydraulique
Une turbine hydraulique est une machine tournante qui produit une énergie mécanique à partir d'eau en mouvement (cours d'eau ou marée) ou potentiellement en mouvement (barrage). Elle constitue le composant essentiel des centrales hydroélectriques destinées à produire de l'électricité à partir d'un flux d'eau. Elle a été inventée par Benoît Fourneyron en 1832, qui installa sa première machine à Pont-sur-l'Ognon.

Turbine hydraulique et générateur électrique, vue en coupe.
A=générateur; 1=stator ; 2=rotor;
B=turbine; 3=vannes réglables; 4=pales de la turbine; 5=flux d'eau; 6=axe de rotation de la turbine et du générateur

## Classification
On distingue deux types de turbines hydrauliques : les turbines à action et à réaction.
Les turbines à action ou à impulsion transforment la pression hydraulique, due à une différence de hauteur d'eau, en énergie cinétique par un dispositif statique (injecteur), avant d'actionner la partie mobile. C'est le cas de :
- la turbine Pelton, adaptée aux hautes chutes, avec une roue à augets ;
- la turbine Banki, au flux transversal (l'eau s'écoule au travers des pales de la turbine), est adaptée aux basses vitesses, Efficacité 82 % ;
- la turbine Turgo, conçue pour des hauteurs de chute moyenne ;
- la turbine à vis d'Archimède, adaptée aux basses chutes à débits variables. Efficacité 86 % ;
- la turbine à roue de pression rotatoire, ou roue hydraulique : par réaction, les lames de la turbine sont partiellement immergées et utilisent la pression hydrostatique. Adaptée aux basses chutes et variables débits. Efficacité 85 %[3]
- la turbine à tourbillons, inventée par l'ingénieur britannique James Thomson[4]. Utilisée dans un bassin, elle est dotée d’un canal d’amenée qui conduit l’eau de la rivière dans un bassin de rotation circulaire. Un tourbillon / vortex se forme et le rotor tourne en entraînant un générateur qui va produire l’électricité. Adaptée aux basses chutes à débits variables. Efficacité 83 %[réf. nécessaire].

Dans le cas d'une turbine à réaction, une différence de hauteur d'eau est convertie en une différence de pression entre l'entrée et la sortie de la turbine, ce qui provoque la mise en rotation de la partie mobile. C'est le cas de :
- la turbine Francis, utilisée plutôt pour des chutes moyennes, voire hautes, avec une roue à aubes simple ou double, efficacité 90 à 92 % ;
- la turbine Kaplan à écoulement axial avec une roue de type hélice, comme celle d'un bateau, dont les pales peuvent s'orienter en fonction des débits utilisables. Elle est parfaitement adaptée aux basses chutes et forts débits.
- la turbine VLH : la turbine « très basse chute » (de l'anglais Very Low Head Turbine), brevetée en 2003 : type de turbine (Kaplan à ouverture variable) apparu dans les années 2000-2005, afin de protéger l'environnement et en particulier la faune piscicole (anguilles ou saumons en montaison, truites, etc.), dans les fleuves ou rivières (turbine ichtyophile). Ces turbines sont caractérisées, par un grand diamètre de la roue (de 3 à 5 mètres de diamètre), une inclinaison à 45°, une faible vitesse de rotation (34 tr/min), et une faible vitesse d’écoulement de l'eau[5],[6].

La turbine Wells, qui utilise le mouvement de l'air provoqué par le mouvement des vagues à travers un tube vertical, n'est pas à proprement parler une turbine hydraulique.
| nom                                  | rendement   | hauteur de chute | débit    |
| ------------------------------------ | ----------- | ---------------- | -------- |
| turbine Pelton                       | 90 %        | hautes           | faible   |
| turbine Banki                        | 86 %        |                  | faible   |
| turbine Turgo                        | 87 % à 90 % | moyenne          |          |
| turbine à vis d'Archimède            | 86 %        | basse            | variable |
| turbine à roue de pression rotatoire | variable    | basse            | variable |
| turbine de bassin à vortex           |             | basse            | variable |
| turbine Francis                      | 80 % à 95 % | moyenne à haute  |          |
| turbine Kaplan                       | 90 % à 95 % | basse            | fort     |
| turbine VLH                          | variable    | très basse       | fort     |

## Choix de conception

### Vitesse spécifique
La vitesse spécifique d'une turbine peut être définie comme la vitesse d'une turbine idéale, géométriquement similaire, qui produirait une unité de puissance pour une unité de hauteur de chute.
La vitesse spécifique d'une turbine est donnée par les fabricants (parmi d'autres caractéristiques), et se réfère toujours au point d'efficacité maximale. Ceci permet de réaliser des calculs précis des performances de la turbine pour une plage de hauteurs de chute et de débits.
{\displaystyle n_{s}={\frac {\Omega {\sqrt {P/\rho }}}{gH^{5/4}}}} (sans dimension)
avec :
- Ω : vitesse angulaire (rad/s)
- P : puissance (W)

En donnant aux constantes de cette formule la valeur numérique appropriée, la formule devient :
{\displaystyle n_{s}={\frac {0,2626n{\sqrt {P}}}{h^{5/4}}}}
avec :
- {\displaystyle n} la vitesse de rotation en tours par minute,
- {\displaystyle P} la puissance en kW
- {\displaystyle h} la hauteur de chute en mètres

La vitesse spécifique ainsi calculée à partir du débit, de la hauteur de chute et de la puissance/vitesse de la génératrice, permet de définir le type de turbine à utiliser ainsi que ses dimensions.
Typiquement les machines bien conçues ont les valeurs suivantes :
- Les turbines actives ont le plus bas {\displaystyle n_{s}}, entre 1 et 10.
- Une turbine Pelton se situe entre 2 et 20.
- Une turbine Banki se situe entre 10 et 60.

Les turbines réactives ont le plus haut {\displaystyle n_{s}}.
- Les turbines Francis sont entre 10 et 100.
- Les turbines Kaplan sont au-delà de 100.

### Moulins avec une turbine hydraulique
- Turbine Fontaine de l'ancienne papeterie de Marnay - aujourd'hui le Musée Maurice-Dufresne.